# Трафорд (Алабама)
Трафорд (енгл. Trafford) град је у америчкој савезној држави Алабама. По попису становништва из 2010. у њему је живело 646 становника.

## Демографија
Према попису становништва из 2010. у граду је живело 646 становника, што је 123 (23,5%) становника више него 2000. године.
| Група             | 2000.       | 2010.       |
| Белци             | 515 (98,5%) | 598 (92,6%) |
| Афроамериканци    | 5 (1,0%)    | 40 (6,2%)   |
| Азијати           | 0 (0,0%)    | 0 (0,0%)    |
| Хиспаноамериканци | 1 (0,2%)    | 6 (0,9%)    |
| Укупно            | 523         | 646         |